# 鹿取洋子
鹿取 洋子（かとり ようこ、1961年10月1日 - ）は、日本の実業家、元歌手、元女優。本名は安井久恵。旧芸名は鹿取容子、神取容子、神取洋子。愛知県西春日井郡清洲町（現・清須市）出身。身長167cm。血液型はO型。

## 人物・経歴
愛知県名古屋市にある椙山女学園中学校卒業、椙山女学園高等学校中退、歌手デビューのため上京し、明治大学付属中野高等学校（定時制）卒業後、明治学院大学中退。
趣味はアロマテラピー、特技はアクセサリー作り。
1980年に歌手としてポリドールK.K.（現：ユニバーサルミュージックLLC）から「ゴーイン・バック・トゥ・チャイナ」でデビューする。同期に松田聖子、河合奈保子、岩崎良美、三原じゅん子、柏原芳恵、田原俊彦らがいる。
1980年9月、山本寛斎の虎の絵入りの衣装で、2枚目のシングル「オリエンタル・スピリット」を出し、日本有線大賞新人賞にノミネートされる。その後は映画、テレビドラマ、舞台に出演する。
1982年4月に芸名を「洋子」から「容子」に改名。これは鹿取洋子という名前が画数が良くないということで占い師に診てもらった上で変えたということで、本人は「容子の容の字は容器の容なので、ファンが来たら容器のように閉じ込めて離さないという意味」だということを話していたことがある。その後芸名は「神取容子」「神取洋子」を経て元の鹿取洋子に戻っている。
1991年、主に化粧品・アクセサリー・雑貨の輸入及び卸しを業務とする有限会社プリティープラムを設立し、代表取締役に就任。2010年、破産、および芸能界を引退。

## エピソード
- 高校生の時、名古屋の芸能学校で川島なお美と一緒だった。この時から川島とは親友同士で、川島が『ミスDJリクエストパレード』（文化放送）にパーソナリティとして出演し人気が上昇していったことで、これに触発される形で自身も明治学院大学の女子大生だったこともあって「ミスDJのパーソナリティになりたい」と“立候補”の発言をしたことがある[3]。しかし結局、その希望は叶わなかった。

## ディスコグラフィ

### シングル
| 発売日                        | 規格                    | 規格品番                | 面                      | タイトル                               | 作詞                      | 作曲                    | 編曲                    |
| ポリドール 鹿取洋子名義       | ポリドール 鹿取洋子名義 | ポリドール 鹿取洋子名義 | ポリドール 鹿取洋子名義 | ポリドール 鹿取洋子名義                | ポリドール 鹿取洋子名義   | ポリドール 鹿取洋子名義 | ポリドール 鹿取洋子名義 |
| ----------------------------- | ----------------------- | ----------------------- | ----------------------- | -------------------------------------- | ------------------------- | ----------------------- | ----------------------- |
| 1980年3月1日                  | EP                      | DR-6395                 | A                       | ゴーイン・バック・トゥ・チャイナ       | 岡田冨美子                | Pim Koopman             | 井上鑑                  |
| 1980年3月1日                  | EP                      | DR-6395                 | B                       | ハートエイク・トゥナイト               | 小林和子                  | 浜田金吾                | 井上鑑                  |
| 1980年9月1日                  | EP                      | 7DX-1006                | A                       | オリエンタル・スピリット               | なかにし礼                | 井上忠夫                | 井上鑑                  |
| 1980年9月1日                  | EP                      | 7DX-1006                | B                       | 掟                                     | なかにし礼                | 井上忠夫                | 井上鑑                  |
| 1980年                        | EP                      | 7DX-1040                | A                       | チャンス・トゥナイト                   | Adrian Baker 訳：片桐和子 | Eddie Seago             | 船山基紀                |
| 1980年                        | EP                      | 7DX-1040                | B                       | 気になるあいつ                         | 宗一二三                  | 梅垣達志                | 萩田光雄                |
| 1980年                        | EP                      | 7DX-1077                | A                       | グッドナイト・ドール                   | 南部麒六                  | 甲斐よしひろ            | 馬飼野康二              |
| 1980年                        | EP                      | 7DX-1077                | B                       | 奴                                     | 南部麒六                  | 甲斐よしひろ            | 馬飼野康二              |
| 1981年                        | EP                      | 7DX-1127                | A                       | 恋のバイバイ・ブギ                     | 竹花いち子                | 小田裕一郎              | 馬飼野康二              |
| 1981年                        | EP                      | 7DX-1127                | B                       | ホックニーのPool                       | 島武実                    | 佐久間正英              | 佐久間正英              |
| キティ・レコード 鹿取容子名義 |                         |                         |                         |                                        |                           |                         |                         |
| 1982年                        | EP                      | 7DS-0016                | A                       | どうして欲しいの・・・                 | 松谷祐子                  | 加藤和彦                | 星勝                    |
| 1982年                        | EP                      | 7DS-0016                | B                       | 思い出を作りながら                     | 安井かずみ                | 加藤和彦                | 星勝                    |
| アニメージュ/徳間ジャパン     |                         |                         |                         |                                        |                           |                         |                         |
| 1984年4月                     | EP                      | ANS-2011                | A                       | 星のデジャ・ブー                       | 三浦徳子                  | 佐藤健                  | 佐藤健                  |
| 1984年4月                     | EP                      | ANS-2011                | B                       | 約束                                   | 三浦徳子                  | 佐藤健                  | 佐藤健                  |
| 日本コロムビア                |                         |                         |                         |                                        |                           |                         |                         |
| 1985年2月1日                  | EP                      | AH-555                  | A                       | 恋一彩（こいひといろ）                 | 松井五郎                  | 井上堯之                | 若草恵                  |
| 1985年2月1日                  | EP                      | AH-555                  | B                       | 星降る夜に                             | 城之内ミサ                | 城之内ミサ              | 若草恵                  |
| 1985年8月21日                 | EP                      | CH-124                  | A                       | プラトニック                           | 阿久悠                    | 宮川泰                  | 宮川泰                  |
| 1985年8月21日                 | EP                      | CH-124                  | B                       | 私のオーディーン〜オーディーンの乙女〜 | 阿久悠                    | 羽田健太郎              | 羽田健太郎              |

### アルバム
| 発売日                      | 規格       | 規格品番   | アルバム |
| ポリドール                  | ポリドール | ポリドール | ポリドール |
| --------------------------- | ---------- | ---------- | --- |
| 1980年12月                  | LP         | 28MX1019   | LIBRA |
| ユニバーサルミュージックLLC |            |            | |
| 2011年5月18日               | CD         | UPCY-6656  | ゴールデン☆ベスト 1. ゴーイン・バック・トゥ・チャイナ 2. ハートエイク・トゥナイト 3. オリエンタル・スピリット 4. 掟 5. チャンス・トゥナイト 6. 癪な夜には 7. グッドナイト・ドール 8. 奴 9. 恋のバイ・バイ・ブギ 10. どうして欲しいの・・・ 11. 気になるあいつ 12. ミスター・シャドウ 13. 気分はケセラセラ 14. アラビアン・ドリーム 15. サバンナ・サンセット 16. ホックニーのPOOL 17. 思い出を作りながら |

## 出演

### テレビドラマ
- 見まわせば二人（1981年、NTV）
- 立花登・青春手控え（1982年、NHK） - あき
- 西部警察 PART-III 第12話「二人だけの戦争」(1983年、ANB/石原プロ) - 夏川いずみ
- 火曜サスペンス劇場　（NTV）
  - 「甦った演技」（1984年6月5日）
  - 「眠れぬ夜のために」（1991年10月29日）
  - 「望遠鏡の中の女」（1992年）
  - 「犯罪心理分析官ファイナル」（1998年）
  - 「取調室」9（1998年） - 桜田葉子
- 土曜ワイド劇場 （ANB）
  - 「牟田刑事官事件ファイル2 女たちの殺人パーティー」（1985年5月11日）
  - 「女流作詞家殺人事件　ヒット曲を盗んだ女」（1986年2月22日）
  - 「瀬戸内ミステリー海流」（1990年7月14日）
- 別れの時 第9話「別れても好き同志」（1985年、MBS）
- 私鉄沿線97分署 第54話「ラブレターは正油味!?」（1985年、ANB） - かすみ
- NHK大河ドラマ いのち（1986年、NHK） - 荒井昭子
- 水曜ドラマスペシャル（TBS）
  - 渡辺淳一の桜いろの桜子（1986年1月22日）
  - 二十歳の祭り（1986年7月30日）
- 夏樹静子サスペンス 崖の上の女（1986年3月17日、KTV）
- 遊びじゃないのよ、この恋は（1986年、TBS）
- お坊っチャマにはわかるまい!（1986年、TBS）
- 女ふたり捜査官 (1986年、ABC/テレパック)
- ドラマ女の手記 新同棲時代〜なぜ彼女は男を募集したか（1986年12月8日、TX）
- 24時間テレビドラマSP「車椅子の花嫁」（1987年8月22日、NTV）
- 京都サスペンス「石楠花の咲く寺」（1987年11月30日、KTV）
- ベイシティ刑事 第21話「あぶないオンナ」（1988年3月2日、ANB / 東映） - 浅見洋子
- 丹波哲郎ミステリー劇場 第2話「俺と同じ男」（1989年9月5日、NTV）
- 東京ストーリーズ 第9回「たかこ」（1989年12月7日、CX）
- あいつがトラブル 第4話「暴走デカは誘拐犯より怖い!」（1990年1月13日、CX） - 三村奈津子
- 花真珠（1990年、YTV）
- 世にも奇妙な物語（CX）
  - 「お墓参り」（1990年9月13日）
  - 「幽霊同窓会」（1991年8月6日）
- 火曜ミステリー劇場「西村京太郎トラベルサスペンス 特急ひたち奥久慈温泉殺人ルート」（1990年11月6日、ANB）
- 現代推理サスペンス「銀色のフラスク　おしゃべり男は殺そう」（1990年11月26日、KTV）
- 女無宿人 半身のお紺 第9話「さだめが憎い」（1991年、TX）
- はぐれ刑事純情派　（ANB）
  - 第8シリーズ 第3話「通販を買う女・父に愛人が!」（1995年）
  - 第9シリーズ 第13話「美人ナースの死・買い物依存症の女」（1996年）
  - 第10シリーズ 第20話「不倫に賭けた妻!父の手料理」（1997年）
  - 第12シリーズ 第26話「安浦刑事祭り太鼓を打つ!喪服の女」（1999年） - 大沢亜季 役
- 水戸黄門外伝 かげろう忍法帖　第8話「底無し沼に陥ちた悪」（1995年、TBS） - お絹
- 月曜ドラマスペシャル・名探偵キャサリン(1)「ヘアデザイナー殺人事件」（1996年、TBS）
- 事件・市民の判決（1996年、TX）
- ゆずれない夜（1996年、KTV）
- 水曜ミステリー9（TX）
  - 刑事吉永誠一 涙の事件簿(5)（2007年）
  - 銀座・高級クラブママ青山みゆき(3)　真紅のバラ連続殺人!（2008年）
  - 刑事吉永誠一涙の事件簿(7)（2008年）
  - 信濃のコロンボ事件ファイル(17)（2008年）
- 愛讐のロメラ（2008年、CX系） - 男の子の母親 役
- ハンチョウ〜神南署安積班〜・シリーズ2　第4話（2010年2月1日、TBS） - 戸田早苗

### 映画
- すかんぴんウォーク（1983年）- 野沢亜美 役
- ばあじんロード（1985年）
- ただひとたびの人（1992年）
- ブギーポップは笑わない Boogiepop and Others（2000年）

### 舞台
- 大岡越前
- さらば鯖の目ン玉
- 荒城の月
- 平手造酒

### 音楽番組
- 夜のヒットスタジオ（フジテレビ）
- NTV紅白歌のベストテン（日本テレビ）
- ヤンヤン歌うスタジオ（テレビ東京）
- 今夜復活! ヤンヤン歌うスタジオ同窓会（テレビ東京）

### バラエティー番組
- どうーなってるの?!（フジテレビ）
- こたえてちょーだい!（フジテレビ）
- オールスター家族対抗歌合戦（フジテレビ）
- 火曜ワイドスペシャル「オールスター紅白大運動会」（フジテレビ）
- クイズDEデート（フジテレビ系）
- ベストタイム（TBS）
- 壮絶バトル!花の芸能界（日本テレビ）
- クイズ面白ゼミナール（NHK総合）
- クイズ!!マガジン（テレビ朝日）
- 思い出のアイドルスター大集合 in 大磯
- 第8回オールスター寒中水泳大会
- いい旅・夢気分（テレビ東京）
- おはよう朝日です（朝日放送）
- ラブアタック!（朝日放送）
- チャレンジQ（関西テレビ）
- 5時SATマガジン（中京テレビ）

ほか多数